# Liste der Orte im Kreis Giurgiu

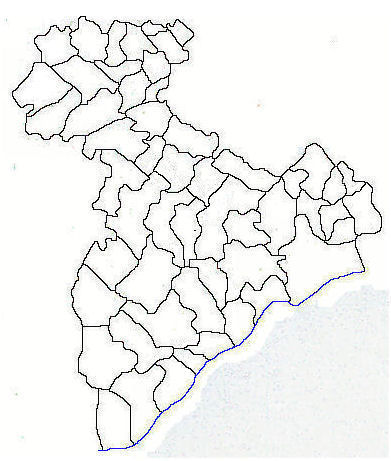
Gemeinden des Kreises Giurgiu

Der Kreis Giurgiu in Rumänien besteht aus offiziell 170 Ortschaften. Davon haben 3 den Status einer Stadt, 51 den einer Gemeinde. Die übrigen sind administrativ den Städten und Gemeinden zugeordnet.

## Städte
| - Bolintin-Vale | - Giurgiu | - Mihăilești |

## Gemeinden
| - Adunații-Copăceni - Băneasa - Bolintin-Deal - Bucșani - Bulbucata - Buturugeni - Călugăreni - Clejani - Colibași - Comana - Cosoba - Crevedia Mare - Daia - Florești-Stoenești (Gemeindesitz: Stoenești) - Frătești - Găiseni - Găujani | - Ghimpați - Gogoșari - Gostinari - Gostinu - Grădinari - Greaca - Herăști - Hotarele - Iepurești - Isvoarele (Gemeindesitz: Izvoarele) - Izvoarele - Joița - Letca Nouă - Malu - Mârșa - Mihai Bravu - Ogrezeni | - Oinacu - Prundu - Putineiu - Răsuceni - Roata de Jos - Săbăreni - Schitu - Singureni - Slobozia - Stănești - Stoenești - Toporu - Ulmi - Valea Dragului - Vânătorii Mici - Vărăști - Vedea |

## A
| - Anghelești |

## B
| - Bâcu - Bălanu - Bănești | - Bila - Brăniștari | - Braniștea - Budeni |

## C
| - Cămineasca - Câmpurelu - Carapancea - Cărpenișu - Cartojani - Căscioarele (Găiseni) - Căscioarele (Ulmi) | - Cetatea - Cetățuia - Chirculești - Chiriacu - Comasca - Copaciu - Corbeanca | - Coteni - Crânguri - Crevedia Mică - Crivina - Crucea de Piatră - Cucuruzu - Cupele |

## D
| - Dărăști-Vlașca - Dealu - Dimitrie Cantemir | - Dobreni - Drăgăneasca | - Drăgănescu - Drăghiceanu |

## F
| - Făcău - Falaștoaca | - Florești | - Frasinu |

## G
| - Găiseanca - Ghionea | - Ghizdaru - Goleasca | - Gorneni - Grădiștea |

## H
| - Hobaia | - Hodivoaia | - Hulubești |

## I
| - Ianculești - Icoana | - Izvoarele (Isvoarele) - Izvoru (Gogoșari) | - Izvoru (Vânătorii Mici) |

## L
| - Letca Veche |

## M
| - Malu Spart - Mihai Vodă - Milcovățu | - Miloșești - Mirău - Mironești | - Mogoșești - Moșteni |

## N
| - Naipu | - Neajlovu | - Novaci |

## O
| - Obedeni | - Oncești |

## P
| - Pădureni - Palanca - Petru Rareș - Pietrele - Pietrișu - Plopșoru | - Podișor - Podu Doamnei - Podu Ilfovățului - Podu Popa Nae - Poenari - Poiana lui Stângă | - Popești - Poșta - Priboiu - Puieni - Puțu Greci |

## R
| - Radu Vodă - Rălești | - Remuș | - Roata Mică |

## S
| - Sadina - Satu Nou - Sfântu Gheorghe (Băneasa) | - Sfântu Gheorghe (Crevedia Mare) - Stâlpu - Stejaru | - Sterea - Stoenești (Florești-Stoenești) - Suseni |

## T
| - Tântava - Teișori | - Teiușu - Tomulești | - Trestieni |

## U
| - Uiești | - Uzunu |

## V
| - Vadu Lat - Vâlcelele - Valea Bujorului - Valea Plopilor | - Valter Mărăcineanu - Vânătorii Mari - Varlaam | - Vieru - Vlad Țepeș - Vlașin |

## Z
| - Zădăriciu | - Zboiu | - Zorile |